# Murder Inc. Records
Murder Inc. Records (ook bekend onder The Inc. Records) is een Amerikaans platenlabel, dat bekende hiphop- en R&B-artiesten onder contract heeft. Bij het platenlabel zijn onder meer Ja Rule en Ashanti en aangesloten. 
Het is een onderdeel van The Island Def Jam Music Group, dat een van de platenmaatschappijen van muziekconcern Universal Music Group is. Sinds kort maakt het deel uit van Universal Records.